# Käptn Horn

Käptn Horn

Käptn Horn (* 29. August 1955 in Priorei bei Hagen als Gerhard Sperling) ist ein deutscher Musiker, Komponist, Texter, Performancekünstler und Maler.

## Biografie
Im Jahre 1978 war Horn Gründungsmitglied und Namensgeber der Gruppe Extrabreit. Er selbst war als Schlagzeuger tätig. Nach der ersten LP verließ Horn die Gruppe und gab einige Soloauftritte in seiner Heimatstadt Hagen. Anschließend nahm er einige Songs unter 'UP' Records Label auf.
1982 nahm er in Hamburg am „Modellversuch Popularmusik“ (heute „Popkurs“) der Hochschule für Musik und Theater Hamburg teil. Bei diesem Kontaktstudiengang lernte er andere Musiker kennen und gründete die Gruppe Pepita. Zusammen mit der Gruppe kam ein Plattenvertrag mit der Firma WEA zustande.
In Hamburg lernt er auch den früheren Udo Lindenberg Gitarristen Karl Allaut kennen. In dessen A-cappella-Band Kater Carlo und der Westwind der ans Herz geht sang er mit. Für Kater Karlo textete er mit Träumer sind süß auch eine deutsche Version des Drifters-Klassikers Fools fall in Love, welche von RCA als Single veröffentlicht wurde.

Eine LP, Funk-Musik mit deutschen Texten, wird zusammen mit George Kochbeck, Jens Fischer und Gerry Brown als Studio Drummer im Kotten Studio in Bielefeld eingespielt. Einige der Tracks kommen auf Sampler Projekten heraus, andere veröffentlicht er später in einer Eigenproduktion.

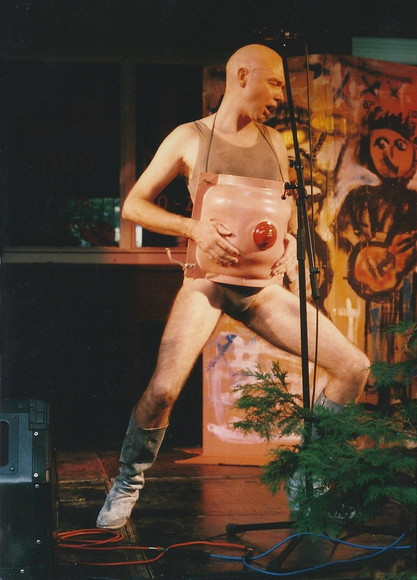
Kartoffel Performance „Kleine Fische“ 1996

Zwei Jahre später ging Horn nach Hagen zurück und gründete das Käptn Horn Quartett, welches sich im Jahre 1986 wieder trennte. Danach schloss sich Horn einer Künstlergemeinschaft aus Malern und Musikern zusammen und nahm mit ihnen die LP „Schule des Vergessens“ auf. Als die Gruppe sich auflöste, zog sich Horn zurück.
Erst 1995 kam das neue Projekt „Kartoffel“ an die Öffentlichkeit. Dort wurde in 20 Liedern eine Geschichte zur Entwicklung der Kunstfigur „Kartoffel“ gesungen. Die originale Kartoffel-Performance zeigte Multimedia im klassischen Sinne, mit Diaprojektoren und einer Kostümshow auf einer Dauer von 90 Minuten.
2019 hat Käptn Horn eine Single produziert und im Eigenverlag auf seinem neuen Musiklabel „hottentotten music“ veröffentlicht.

## Onlinetheater
1998 produzierte Gerhard Sperling ein Onlinetheater. Ein speziell für diesen Zweck geschriebenes Stück wurde im Jahre 1999 auf einer Hagener und einer Dortmunder Bühne gleichzeitig aufgeführt. Dabei wurden die Kulisse und die Spielhandlung der jeweils anderen Bühne auf einer Leinwand im Hintergrund gezeigt und aktiv in das Stück der lokalen Umgebung einbezogen. Nach diesem Projekt entwickelte Horn das System weiter und verdrängte zunächst jede Absicht mit der Musik weiterzumachen.

## Diskografie
Mit Extrabreit
- Hart wie Marmelade, 1980 Single (Metronome)
- Ihre größten Erfolge, 1980 LP/CD (Metronome)

Mit Pepita
- Sommerliebe, 1983 Single (WEA)

Mit Kater Carlo und der Westwind der ans Herz geht
- Wir leg'n die Eier, 1983 Single (RCA)

Compilation (LP) Wellensalat & Dauerwellen
- Zeig mir Deinen Hund, 1983 (Titel) (Woolfe)

Mit Klack Klack
- Schule des Vergessens, 1988 LP/CD (Klack Klack)

Käptn Horn
- KÄPTN HORN, 1990 LP/CD (Klack Klack)
- Wacholderblues, 1990 Single (Klack Klack)

Kartoffel (Urschrei)
- Kartoffel, 1994 MC (Urschrei)

German Popstar (hottentotten music)
- German Popstar, 2019 Single (hottentotten music)